# Chlorochaeta attenuata
Chlorochaeta attenuata är en fjärilsart som beskrevs av W. Warren 1896. Chlorochaeta attenuata ingår i släktet Chlorochaeta och familjen mätare. Inga underarter finns listade i Catalogue of Life.